# Fryderyk Chopin (barco)
El Fryderyk Chopin es un barco de navegación polaco diseñado por Zygmunt Choreń, dedicado al compositor decimonónico Frédéric Chopin. Fue botado en 1992 en Dora Shipyard, Gdansk, Polonia. Fue adquirido por la empresa de educación privada canadiense West Island College en Nueva Escocia para ampliar la formación náutica que ofrece.